# 9391 Slee
A 9391 Slee (ideiglenes jelöléssel 1994 PH1) a Naprendszer kisbolygóövében található aszteroida. Robert H. McNaught fedezte fel 1994. augusztus 14-én.